# Зінедін Зідан
Зінеді́н Язі́д Зіда́н (фр. вимова: [zinedin zidan] ( прослухати), фр. Zinédine Yazid Zidane, араб. زين الدين يزيد زيدان, кабіл. Zineddin Lyazid Zidan; нар. 23 червня 1972, Марсель) — французький футболіст і тренер, чемпіон світу 1998 року, чемпіон Європи 2000 року, віцечемпіон світу 2006 року, володар «Золотого м'яча» — найкращому футболісту Європи 1998 року, тричі визнавався найкращим футболістом світу за версією ФІФА (1998, 2000, 2003), один з найкращих футболістів світу кінця XX — початку XXI століть.
З 1 червня 2009 року по травень 2011 року працював помічником президента «Реала» Флорентіно Переса. З травня 2011 по 2012 рік обіймав посаду спортивного директора «Реала». Влітку 2012 року Зідан пійшов з посади  спортивного директора «Реала» і влітку 2013 року став асистентом головного тренера «королівського клубу» Карло Анчелотті, пропрацювавши один рік. Після цього у 2014—2016 роках був головним тренером дублю «вершкових» «Реал Кастілья». 
З січня 2016 року Зідан почав самостійну тренерську кар'єру, очоливши «Реал Мадрид». З 4 січня 2016 року очолював тренерський штаб іспанського клубу «Реал Мадрид», 31 травня 2018 повідомив, що подає у відставку з посади.
11 березня 2019 року знову очолив «Реал Мадрид».
Другий тренер світу 2016 року за версією ФІФА, нагороджений на Параді зірок ФІФА.

## Дитинство та юність

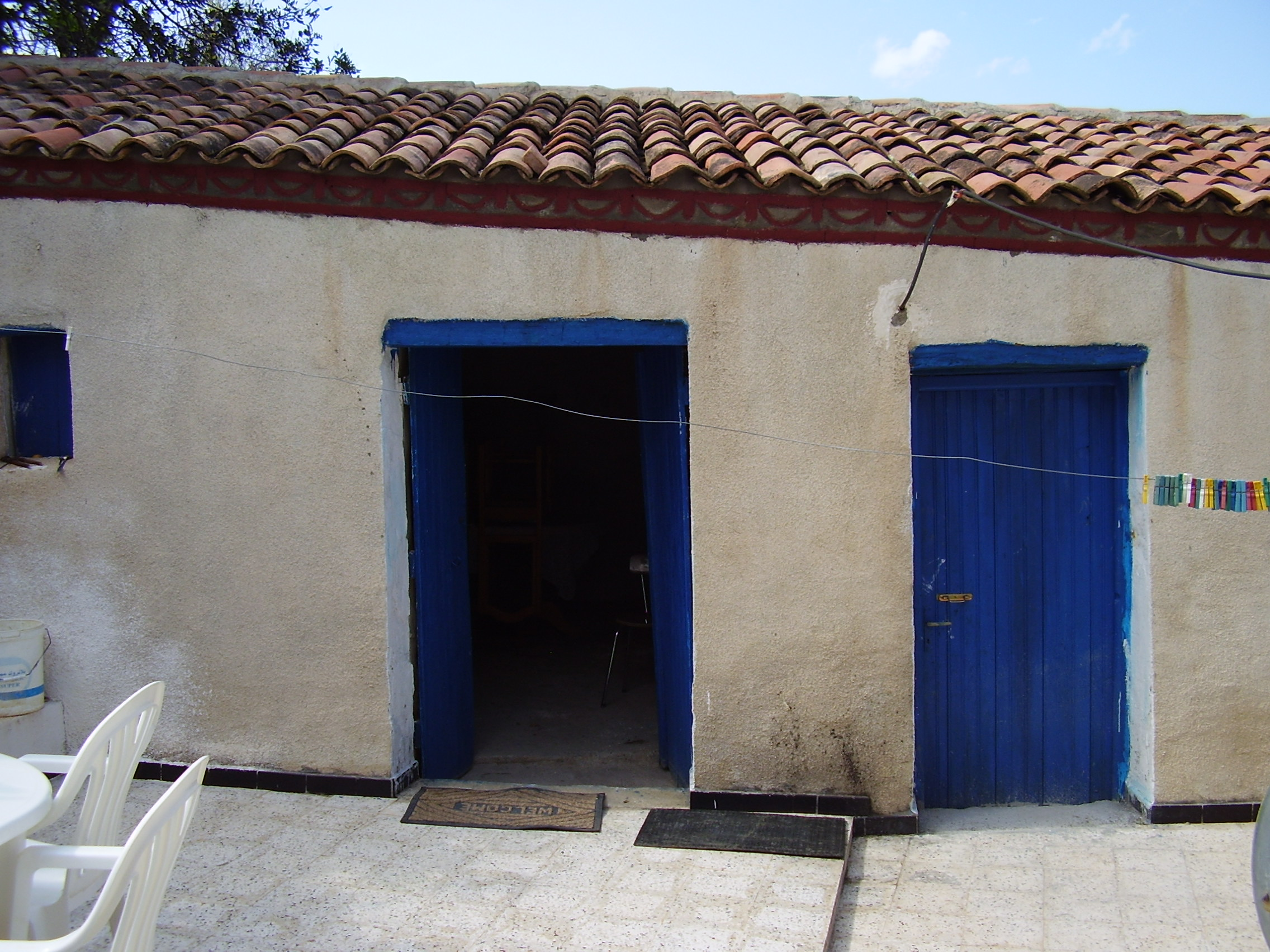
Будинок батьків Зідана в Алжирі

Язід був найменшою, п'ятою, дитиною у сім'ї Смаїла та Маліки Зіданів, до нього на світ з'явилися сестра Лола та брати: Нуридін, Фарід і Джамель. Зідани за походженням кабіли (берберська народність) з Алжиру, колишньої колонії Франції. Батько Язіда, Смаїл Зідат, переїхав до Франції в середині 50-х і осів у Марселі, а якщо точніше, то на його околиці — у Ла Кастеллані. Зіданом він став начебто за недбалістю чиновника, який неправильно записав його прізвище.
Для більшості підлітків неблагополучного Ла Кастеллана футбол був головною розвагою. Язід виявляв неабиякі здібності і його записали у клуб «Сен-Анрі», потім він переходить до «Септем-ла-Валлону». У 1986 році на передноворічному зборі в Екс-он-Прованс молодого талановитого Язіда помічає скаут Жан Варро, який повідомив про нього тренерам «Канну». Після оглядин, Язіда беруть до юніорської команди. Батько після деяких вагань погодився відпустити сина в інше місто:
«Що ж, спорт — єдиний шлях нагору для вихідця з сім'ї іммігрантів».

## Клубна кар'єра

### «Канн» (1988—1992)
Через рік Язіда переводять у молодіжний гуртожиток Мімон (до цього він жив у сім'ї Еліно) і виплачують стипендію у 800 франків, це означало, що Зідана залишають у команді. 20 травня 1989 року Зідан вперше виходить на заміну у виїзному матчі першого французького дивізіону проти «Нанта». Це була одна з останніх ігор сезону і тренер вирішив дати змогу зіграти дебютантам; Язід за 15 хвилин, які залишилось грати, декілька разів торкнувся м'яча й одного разу, після його удару, м'яч навіть влучив у штангу.
З літа 1989 року Зідан офіційно стає стажистом. Це надає йому постійне місце в резервній команді й підвищення зарплати утричі. Тренер основи, Жан Фернандес, поки що береже дебютанта й сезон 1989/90 Зідан проводить у дублі.
У новому сезоні Зідана заявляють за основний склад. Після першого кола чемпіонату «Канн» перебував на дні турнірної таблиці, але у другому колі команда нарешті заграла й почала потроху покращувати своє турнірне становище. Президент клубу, Ален Педретті, обіцяв Зідану подарувати автомобіль, коли той заб'є свій перший м'яч. 10 лютого 1991 року на 10-й хвилині другого тайму виїзного матчу з «Нантом» Зідан відкрив лік своїм голам у вищому дивізіоні. За це й отримав ключі від новенького «Рено Кліо» з рук президента. У цей же час Зідан стає постійним гравцем молодіжної збірної Франції, його помічають і починають говорити про нього як про нову надію збірної Франції.
Сезон 1991/1992 і у Зідана, і у команди в цілому не вдався — «Канн» вилетів у другий дивізіон. Виправданням для Зідана було те, що він паралельно проходив службу в армії і чотири дні на тиждень перебував у батальйоні в Жуанвілі. У цьому ж сезоні Зідан дебютував у єврокубках, а саме в Кубку УЄФА, право на участь в якому команда виборола у минулому сезоні, посівши четверте місце. Але й у цьому турнірі команда не досягла успіху: пройшовши в першому колі португальський «Салгейруш», у другому колі «Канн» поступився московському «Динамо» — 0:1, 1:1. По закінченню сезону Зідан перейшов до «Бордо», до команди Ролана Курбіса, яка тільки повернулася у вищий дивізіон. Саме Ролан Курбіс і дав новачку його прізвисько — «Зізу».

### «Бордо» (1992—1996)
На початку сезону 1992/93 до «Бордо» перейшло багато новачків, у тому числі і троє новачків з «Канну». Можливо, саме через це адаптація для Зідана пройшла швидко і непомітно. Забивши 10 м'ячів, що досить багато для атакувального півзахисника, Зідан стає найкращим бомбардиром команди.
У наступному сезоні Зізу відкриває лік своїм голам у єврокубках: у першому раунді Кубка УЄФА він забиває дублінському «Богеміансу», а в 1/8 фіналу зі штрафного він забиває єдиний м'яч Оліверу Кану з «Карлсруе», та вже у грі-відповіді «Бордо» зазнає невдачі і вилітає з турніру. У цьому ж сезоні щотижневик «Франс футбол» визнає Зідана «Відкриттям року». Все це привертає увагу тренерів збірної Франції до Зідана і дебют останнього у збірній здається цілком логічним.
Влітку 1994-го звільнили головного тренера «Бордо» Ролана Курбіса, а на його місце прийшов португалець Тоні з «Бенфіки», з якою він виграв чемпіонське звання. Разом із цим з команди пішли в інші клуби декілька гравців, серед них був і бразильський захисник, чемпіон світу, Марсіо Сантуш. Після цього команда так і не змогла налаштувати гру, протягом сезону займала невисоке місце у турнірній таблиці чемпіонату, знову вилетіла з Кубку УЄФА у другому раунді. За вісім турів до кінця чемпіонату до команди прийшов новий головний тренер — Ерік Гере, і команда заграла. Зідан продовжував грати за основний склад клубу і навіть вперше вийшов на матч у основному складі збірної. У підсумку «Бордо» посіло сьоме місце у чемпіонаті, яке не давало права брати участь у Кубку УЄФА, але дозволяло пробитися до нього через сито Кубку Інтертото.

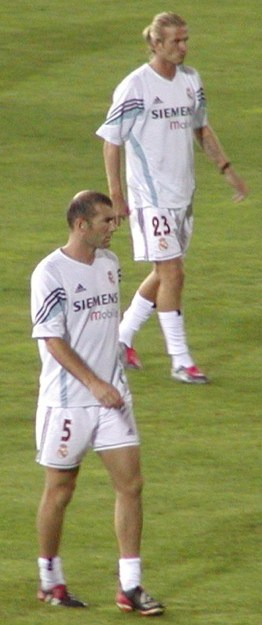
Зідан і Девід Бекхем в «Реалі». 2003 рік.

Сезон 1995/96 надовго запам'ятався вболівальникам «Бордо», адже їх улюблений клуб, починаючи євросезон з перших раундів Кубку Інтертото, у підсумку вийшов до фіналу Кубку УЄФА і велика заслуга була у цьому саме Зідана. Зізу демонструє своє вміння забивати голи зі штрафних ударів: від цього послідовно страждають шведський «Норрчепінг», данський «Оденсе» і франкфуртський «Айнтрахт» у особі воротаря збірної Німеччини Андреаса Кепке. У третьому раунді Кубку УЄФА у грі проти севільського «Бетісу» на полі суперника (у першому матчі на своєму полі «Бордо» виграло 2-0) Зідан забиває неймовірний гол: на 4-й хвилині матчу, підхопивши м'яча у центральному колі і зробивши декілька кроків, він несподівано вдарив по воротах; м'яч пролетів майже через все поле і опустився у сітку за спиною воротаря «Бетіса». Але найбільша сенсація сталася в 1/4 фіналу, де «Бордо» переграв торішнього фіналіста Ліги чемпіонів італійський «Мілан», у складі якого грали такі зірки, як Джордж Веа, Франко Барезі, Роберто Баджо. Перший матч у Мілані «Бордо» програв 2-0, а у себе вдома сенсаційно переміг 3-0, Зідан у цьому матчі не забивав, але двічі з його передач забив Крістоф Дюгаррі. «Мілан» до цього матчу не програвав у єврокубках з різницею у три м'ячі з кінця 1970-х. Саме після цих ігор керівництво другого італійського гранда, туринського «Ювентуса», тодішнього клубного чемпіона Європи, остаточно впевнилося у необхідності купівлі французького футболіста й почало наполегливо схиляти до продажу президента «Бордо» Алена Аффлелу. У кінці сезону команда програє фінал Кубку УЄФА мюнхенській «Баварії» — 0-2, 1-3 (у першому матчі Зідан не грав через дискваліфікацію, а у другому повторити подвиг з «Міланом» не вдалося), займає тільки 16-те місце в чемпіонаті і як результат — продає своїх лідерів: Дюгаррі переходить до «Мілана», Біксан Лізаразю — до «Атлетіка» з Більбао, а Зідан — до «Ювентуса». Собі в актив Зідан міг записати звання найкращого футболіста Франції за версією футболістів та тренерів першого дивізіону.

### «Ювентус» (1996—2001)
У 1996 році Зізу опинився в Турині, в італійському «Ювентусі». Тут і почалися його великі футбольні перемоги. Ще до приходу Зідана, навесні 1996 року, «Ювентус» переміг в Лізі чемпіонів, вигравши у фіналі в амстердамського «Аякса». А вже разом із Зіданом у кінці року клуб завоював Міжконтинентальний кубок з футболу, перемігши в Токіо аргентинський «Рівер Плейт». У тому ж році був узятий і європейський Суперкубок — «Ювентус» обіграв «Парі Сен-Жермен», який того року переміг у розіграші Кубка володарів кубків. Двічі, в 1997 і 1998 роках, Зідан разом з «Ювентусом» ставав чемпіоном Італії, в 1997 році виграв Суперкубок Італії. У 1998 році він отримав приз «Золотий м'яч» як найкращий футболіст Європи і до того ж був оголошений найкращим футболістом світу. Але сталося це вже після найголовнішого успіху 1998 року — збірна Франції стала чемпіоном світу. Одним з найважливіших гравців на полі був Зідан. У 2001 році грянула сенсація — хоча контракт із «Ювентусом» був укладений Зіданом до 2005 року, він перейшов в мадридський «Реал», у якому зібралася компанія найяскравіших футбольних зірок того часу.

### «Реал Мадрид» (2001—2006)

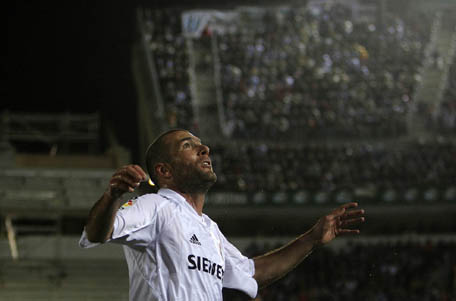
Зінедін Зідан у складі «Реала»

Зідан перейшов в «Реал» влітку 2001 року за рекордні 75 мільйонів євро. Адаптація до нової країни та футболу для Зідана проходила важко, він довго перебував у пошуку своєї звичної гри, але при цьому забивав. Після перших турів свого дебютного сезону він навіть значився в лідерах серед бомбардирів Прімери, але яскравої гри при цьому не демонстрував ні він, ні команда. Тренеру команди, Вісенте Дель Боске, довелося змінити звичну схему «Реала» і знайти в ній оптимальне місце для Зізу. Пошуки увінчалися успіхом до листопада 2001 року. Але по-справжньому Зідан проявив себе, починаючи з зими 2002 року. Пам'ятними залишилися два матчі на початку 2002 року — проти «Депортіво» та «Валенсії». У матчі проти галісійської команди Зідан забив приголомшливий гол.
У тому ж сезоні 2001/02 Зідан допоміг «Реалу» виграти Лігу Чемпіонів, забивши чудовий гол з льоту лівою ногою, після передачі Роберто Карлоса у фінальному матчі проти леверкузенського «Баєра». Той матч «вершкові» виграли з рахунком 2:1, а гол Зізу став переможним. В сезоні 2002/03 Зідан став чемпіоном Іспанії у складі «королівського» клубу. У мадридському клубі Зідан був лідером, яскравою зіркою із сузір'я «Реала» тих часів (Зідан, Луїш Фігу, Роналдо, Девід Бекхем, Роберто Карлос, Рауль).

## Кар'єра у збірній

### Дебют
Зідан пройшов через всі юніорські та молодіжні команди збірної Франції, перш ніж дебютувати у національній збірній 17 серпня 1994 року у товариському матчі зі збірною Чехії. Гра відбувалася на «Парк Лескюр», домашньому стадіоні «Бордо», за який і виступав тоді Зідан. Можливо, саме через це, а також через травму Юрія Джоркаєффа, Еме Жаке, тодішній тренер збірної, і запросив Зідана до збірної.
Зізу вийшов за 25 хвилин до кінця матчу за рахунку 0:2 на користь гостей. На 85-й хвилині, обігравши двох захисників, не входячи у штрафний майданчик, Зідан вдарив лівою і забив свій перший м'яч за національну збірну. Свій другий м'яч він забив через дві хвилини: Жослен Англома подав кутовий, а Зідан головою забив м'яча у сітку воріт.

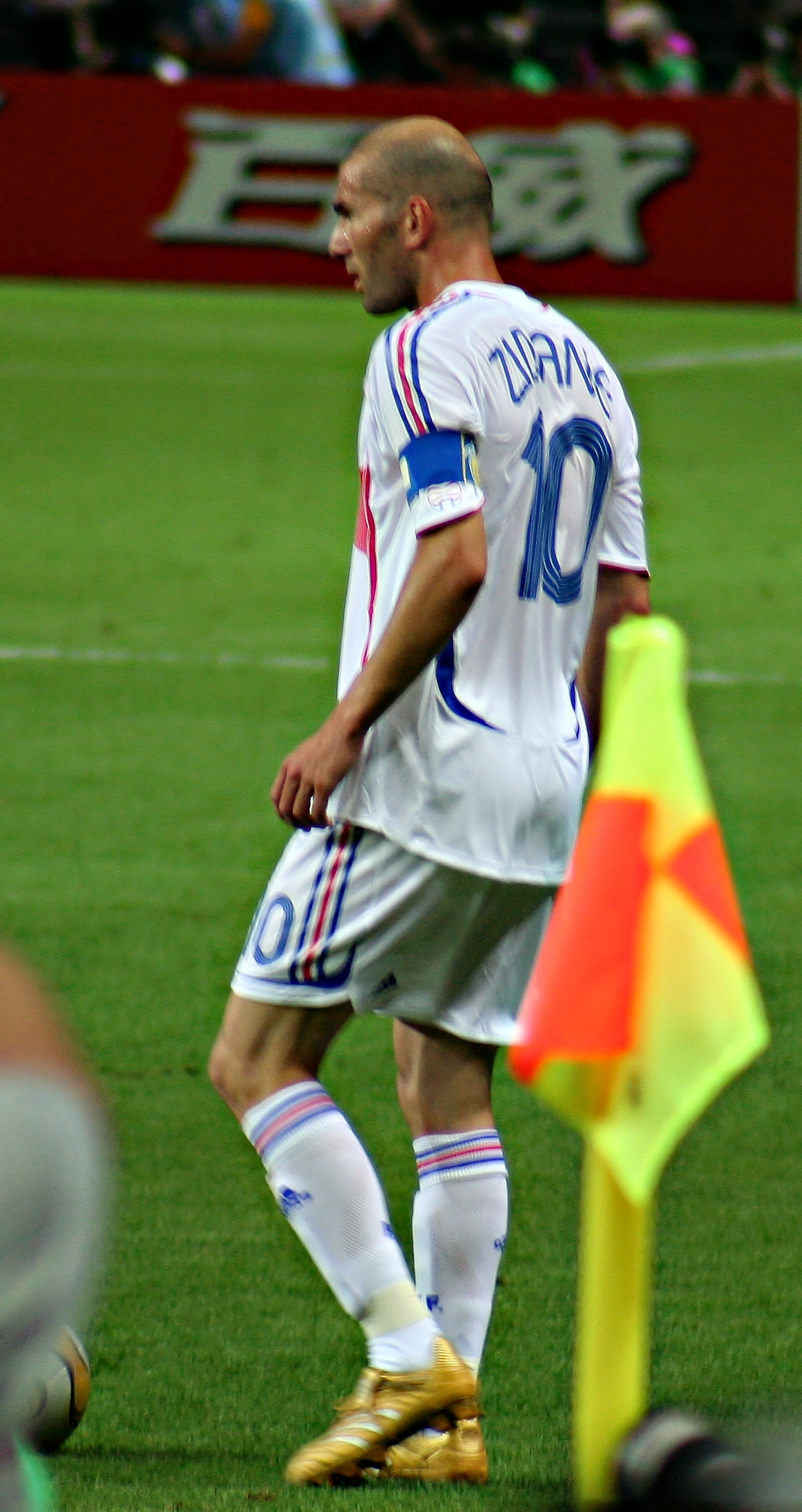
Зідан на чемпіонаті світу 2006 року

Преса була у захваті — Зідан перевершив легенду французького футболу, Мішеля Платіні, який у дебютному матчі забив лише один м'яч. Але більш-менш постійно грати за збірну Зідан почав тільки у другому колі відбору до ЄВРО-1996.

### Чемпіонат Європи 1996
Євро-1996 став для Зідана першим великим турніром у лавах збірної. Але блискучим дебют не вийшов. Цьому завадили тяжкий сезон, який Зізу разом з «Бордо» провів у боротьбі за Кубок УЄФА, та автомобільна аварія, в яку він потрапив весною незадовго до чемпіонату Європи. Зідан втратив фізичну форму і виглядав блідо у порівнянні з напарником по збірній Юрієм Джоркаєффом. Команда, яку створив Еме Жаке, гарно захищалася і змогла пробитися до півфіналу турніру, де, зігравши в основний час унічию 0-0, у серії пенальті програла збірній Чехії. Виступ збірної на батьківщині визнали прийнятним, Еме Жаке залишився у керма збірної і почав готувати її до найвідповідальнішого для французів чемпіонату світу, який через два роки приймала Франція. Помітне місце в планах тренера, щодо складу збірної на домашньому чемпіонаті світу, займав Зінедін.

### 2000-ні роки
У складі збірної Франції переміг на чемпіонаті світу 1998 і чемпіонаті Європи 2000. Гру Зідана 1998 року відзначили тим, що гравець отримав «Золотий м'яч» — нагороду найкращому футболістові Європи. Кар'єру у збірній завершив після чемпіонату світу 2006 року, де французи дійшли до фіналу, але через недисциплінованість Зінедіна Зідана (спеціальний удар суперника після зупинки гри) залишились у меншості й поступились у серії післяматчевих пенальті.

## Тренерська кар'єра
1 червня 2009 року Зідан був призначений помічником президента «Реала» Флорентіно Переса, якого активно підтримував на виборах. 30 травня 2010 року вийшов грати в благодійному матчі зірок «Реала» і «Мілана», в якому його клуб виграв 4:3. 12 листопада 2010 року був підвищений у посаді, ставши радником президента клубу. 8 липня 2011 року Зідан став директором першої команди футбольного клубу «Реал Мадрид», як тільки ця посада звільнилася після відходу Хорхе Вальдано. Після цього він вступив до університету французького міста Лімож, щоб отримати диплом спортивного менеджера.
У вересні 2012 року він залишив посаду спортивного директора і почав тренерську кар'єру в молодіжній академії мадридського «Реала». Після звільнення з «Реала» головного тренера команди Жозе Моурінью влітку 2013 року, Зідану знову був запропонований пост спортивного директора, від якого він відмовився, щоб працювати помічником майбутнього головного тренера «вершкових» Карло Анчелотті. На початку 2014 року, після 2 років навчання, Зідан отримав диплом в області спортивного менеджменту. Після цього Зідан заявив, що дозрів для того, щоб самому очолити яку-небудь команду. 25 червня 2014 року Зінедін Зідан став головним тренером другої команди «Реала».
4 січня 2016 року Зідана призначили головним тренером «Реала», новий наставник змінив на посту Рафаеля Бенітеса. Про це оголосив на спеціальній пресконференції президент клубу Флорентіно Перес. Під керівництвом Зідана «Реал» став першим клубом в історії, який виграв три Ліги чемпіонів поспіль. Останній трофей він завоював у 2018 році у Києві на НСК «Олімпійський», здолавши «Ліверпуль». Всього як тренер Зідан провів 149 матчів. 31 травня 2018 року Зідан повідомив, що подає у відставку з посади.

## Зінедін Зідан у рекламі
Зінедін Зідан користується успіхом у модних брендів. Після рекламної кампанії для Louis Vuitton, де знаменитий футболіст виступив разом з колегами по цеху — Дієго Марадоною і Пеле, колишній капітан збірної Франції з футболу знявся для бренду Y-3. Фотограф Аласдер Маклеллан і режисер Тео Стенл зняли красиві чорно-білі постери та відео-ролик.

## Особисте життя
Сім'я Зінедіна Зідана емігрувала у Францію з Алжиру. В дитинстві Зідан захоплювався і футболом, і дзюдо, і велосипедами. Його помітив тренер клубу Канн і запросив у юнацьку команду. Вже у 16 років Зідан дебютував в основній команді клубу. Із майбутньою дружиною, Веронік, вони познайомились, коли йому було 17 років. Веронік і Зінедін взяли шлюб у 1994 році, а через рік у них з'явився син, Енцо, згодом народилися ще три хлопчики — Лука, Тео, Ельяс.

## Характер Зідана
Покоївкою Зінедіна Зідана була українка, Леся Іванків, тепер жителька й голова села Побережжя, Івано-Франківська область. Найменшого сина вона навіть навчила кількох українських віршиків. За словами пані Лесі, «Зідан — чудовий син, чоловік, батько. Коли він у від'їзді, постійно телефонує, спілкується з хлопчиками. Родина для нього — святе». І далі: «До мене ставилися чудово, відпускали додому частіше, допомагали з квитками. Зідан — культурна, добра людина».

Подію завершення спортивної кар'єри у 2006 році затьмарив прикрий інцидент. У фінальному матчі чемпіонату світу в Німеччині між збірними Італії та Франції Зідан ударив гравця італійської збірної Марко Матерацці. Перед тим між футболістами на полі відбувся діалог. Найімовірніше, Матерацці образив сестру Зідана.

У 2001 році, коли Зідан передчасно розірвав контракт і перейшов у мадридський «Реал», деякі журналісти звинувачували в цьому його дружину, Веронік, мовляв, їй не підходив клімат і вона вмовила чоловіка. На це Веронік сказала в інтерв'ю: «Помиляється той, хто вважає Зідана слабохарактерною людиною, він просто скромний… Зізу прислуховується до мене, але я можу говорити безперестанку, а він візьме ту інформацію, яку він вважає вартісною. Коли ми обговорювали питання переїзду в Мадрид, нас хвилювало, перш за все, майбутнє дітей.»

## Цікаві факти
- У музеї Гревена встановлена воскова копія Зінедіна Зідана.
- У Парижі в центрі Жоржа Помпіду поставлено пам'ятник, де Зінедін Зідан б'є головою Марко Матерацці.

## Трофеї та нагороди

### Гравець

#### Клубні трофеї
«Бордо»
- - Кубок УЄФА
    - Фіналіст: 1995/1996

  - Кубок Інтертото: 1995

«Ювентус»
- - Чемпіон Італії: 1996/1997, 1997/1998
  - Суперкубок УЄФА: 1996
  - Міжконтинентальний кубок: 1996
  - Суперкубок Італії: 1997
  - Ліга чемпіонів УЄФА
    - Фіналіст: 1996/1997, 1997/1998

«Реал Мадрид»
- - Чемпіон Іспанії: 2002/2003
  - Суперкубок Іспанії: 2001, 2003
  - Ліга чемпіонів УЄФА: 2001/2002
  - Міжконтинентальний кубок: 2002
  - Суперкубок УЄФА: 2002

#### Трофеї у збірній
Франція
- Чемпіон світу: 1998
  - Фіналіст: 2006
- Чемпіон Європи: 2000

#### Особисті нагороди
- «Золотий м'яч» найкращому футболісту Європи за версією журналу «France Football» (1998)
- Золотий м'яч FIFA найкращому футболісту світу (1998,2000,2003)
- Срібний м'яч FIFA (2006)
- Бронзовий м'яч FIFA (1997,2002)
- Гравець року за версією журналу «World Soccer» (1998)
- Гравець року за версією видання «Onze» (1998, 2000, 2001)
- Найкращий півзахисник Ліги Чемпіонів (1997/1998)
- Найкращий гравець чемпіонату Європи (2000)
- MVP Ліги Чемпіонів (2001/2002)
- Найкращий гравець Європи за останні 50 років (опитування, присвячене ювілею УЄФА) (2004)
- Золотий м'яч найкращому гравцю чемпіонату світу (2006)
- Гравець символічної збірної світу за версією FIFPro (2005, 2006)
- Гравець символічної збірної чемпіонату світу за версією FIFA (1998, 2006)
- Гравець символічної збірної за версією УЄФА (2001, 2002, 2003)
- Кавалер Ордену Почесного Легіону (1998)
- Нагорода Принца Астурійського за вклад у розвиток спорту (2006)
- Трофей шани від Федерації футболістів-професіоналів (2007)

### Тренер
«Реал Мадрид»
- - Чемпіон Іспанії: 2016/2017, 2019/2020
  - Суперкубок Іспанії: 2017, 2019
  - Ліга чемпіонів УЄФА: 2015/2016, 2016/2017, 2017/2018
  - Суперкубок УЄФА: 2016, 2017
  - Клубний чемпіонат світу: 2016, 2017

## Статистика виступів

### Статистика виступів за клуби
| Клуб               | Сезон              | Ліга  | Ліга | Кубок | Кубок | Єврокубки | Єврокубки | Загалом | Загалом |
| Клуб               | Сезон              | Матчі | Голи | Матчі | Голи  | Матчі     | Голи      | Матчі   | Голи    |
| ------------------ | ------------------ | ----- | ---- | ----- | ----- | --------- | --------- | ------- | ------- |
| Канн               | 1988/89            | 2     | 0    | -     | -     | -         | -         | 2       | 0       |
| Канн               | 1989/90            | -     | -    | -     | -     | -         | -         | -       | -       |
| Канн               | 1990/91            | 28    | 1    | 3     | 0     | -         | -         | 31      | 1       |
| Канн               | 1991/92            | 31    | 5    | 3     | 0     | 4         | 0         | 38      | 5       |
| Канн               | Загалом            | 61    | 6    | 6     | 0     | 4         | 0         | 71      | 6       |
| Бордо              | 1992/93            | 35    | 10   | 4     | 1     | -         | -         | 39      | 11      |
| Бордо              | 1993/94            | 34    | 6    | 3     | 0     | 6         | 2         | 43      | 8       |
| Бордо              | 1994/95            | 37    | 6    | 4     | 1     | 4         | 1         | 45      | 8       |
| Бордо              | 1995/96            | 33    | 6    | 1     | 0     | 15        | 6         | 49      | 12      |
| Бордо              | Загалом            | 139   | 28   | 12    | 2     | 25        | 9         | 176     | 39      |
| Ювентус            | 1996/97            | 29    | 5    | 2     | 0     | 13        | 2         | 44      | 7       |
| Ювентус            | 1997/98            | 32    | 7    | 5     | 1     | 11        | 3         | 48      | 11      |
| Ювентус            | 1998/99            | 25    | 2    | 5     | 0     | 10        | 0         | 40      | 2       |
| Ювентус            | 1999/2000          | 32    | 4    | 3     | 1     | 6         | 0         | 41      | 5       |
| Ювентус            | 2000/01            | 33    | 6    | 2     | 0     | 4         | 0         | 39      | 6       |
| Ювентус            | Загалом            | 151   | 24   | 17    | 2     | 44        | 5         | 212     | 31      |
| Реал Мадрид        | 2001/02            | 31    | 7    | 9     | 2     | 10        | 3         | 50      | 12      |
| Реал Мадрид        | 2002/03            | 33    | 9    | 1     | 0     | 15        | 3         | 49      | 12      |
| Реал Мадрид        | 2003/04            | 33    | 6    | 7     | 1     | 10        | 3         | 50      | 10      |
| Реал Мадрид        | 2004/05            | 29    | 6    | 1     | 0     | 10        | 0         | 40      | 6       |
| Реал Мадрид        | 2005/06            | 29    | 9    | 5     | 0     | 4         | 0         | 38      | 3       |
| Реал Мадрид        | Загалом            | 155   | 37   | 23    | 3     | 49        | 9         | 227     | 49      |
| Загалом за кар'єру | Загалом за кар'єру | 506   | 95   | 58    | 7     | 122       | 23        | 686     | 125     |

### Статистика виступів за збірну
| Дата       | Місто              | Господарі      | Результат             | Гості             | Турнір                | Голи | Примітки       |
| ---------- | ------------------ | -------------- | --------------------- | ----------------- | --------------------- | ---- | -------------- |
| 17/08/1994 | Бордо              | Франція        | 2 – 2                 | Чехія             | товариський матч      | 2    |                |
| 08/10/1994 | Сент-Етьєн         | Франція        | 0 – 0                 | Румунія           | Відбір до ЧЄ 1996     | -    |                |
| 26/04/1995 | Нант               | Франція        | 4 – 0                 | Словаччина        | Відбір до ЧЄ 1996     | -    |                |
| 22/07/1995 | Осло               | Норвегія       | 0 – 1                 | Франція           | товариський матч      | -    |                |
| 16/08/1995 | Париж              | Франція        | 1 – 1                 | Польща            | Відбір до ЧЄ 1996     | -    |                |
| 06/09/1995 | Осер               | Франція        | 10 – 0                | Азербайджан       | Відбір до ЧЄ 1996     | 1    |                |
| 11/10/1995 | Бухарест           | Румунія        | 1 – 3                 | Франція           | Відбір до ЧЄ 1996     | 1    |                |
| 15/11/1995 | Кан                | Франція        | 2 – 0                 | Ізраїль           | Відбір до ЧЄ 1996     | -    |                |
| 24/01/1996 | Париж              | Франція        | 3 – 2                 | Португалія        | товариський матч      | -    |                |
| 21/02/1996 | Нім                | Франція        | 3 – 1                 | Греція            | товариський матч      | 1    |                |
| 01/06/1996 | Штутгарт           | Німеччина      | 0 – 1                 | Франція           | товариський матч      | -    |                |
| 05/06/1996 | Вільнев-д'Аск      | Франція        | 2 – 0                 | Вірменія          | товариський матч      | -    |                |
| 10/06/1996 | Ньюкасл-апон-Тайн  | Франція        | 1 – 0                 | Румунія           | ЧЄ 1996 - 1-й етап    | -    |                |
| 15/06/1996 | Лідс               | Франція        | 1 – 1                 | Іспанія           | ЧЄ 1996 - 1-й етап    | -    |                |
| 18/06/1996 | Ньюкасл-апон-Тайн  | Франція        | 3 – 1                 | Болгарія          | ЧЄ 1996 - 1-й етап    | -    |                |
| 22/06/1996 | Ліверпуль          | Франція        | 0 – 0 (5-4 п.п.)      | Нідерланди        | ЧЄ 1996 - чвертьфінал | -    |                |
| 26/06/1996 | Манчестер          | Франція        | 0 – 0 (5-6 п.п.)      | Чехія             | ЧЄ 1996 - півфінал    | -    |                |
| 31/08/1996 | Париж              | Франція        | 2 – 0                 | Мексика           | товариський матч      | -    |                |
| 09/10/1996 | Париж              | Франція        | 4 – 0                 | Туреччина         | товариський матч      | -    |                |
| 09/11/1996 | Копенгаген         | Данія          | 1 – 0                 | Франція           | товариський матч      | -    |                |
| 22/01/1997 | Брага              | Португалія     | 0 – 2                 | Франція           | товариський матч      | -    |                |
| 26/02/1997 | Париж              | Франція        | 2 – 1                 | Нідерланди        | товариський матч      | -    |                |
| 02/04/1997 | Париж              | Франція        | 1 – 0                 | Швеція            | товариський матч      | -    |                |
| 03/06/1997 | Ліон               | Франція        | 1 – 1                 | Бразилія          | товариський турнір    | -    |                |
| 07/06/1997 | Монпельє           | Франція        | 0 – 1                 | Англія            | товариський турнір    | -    |                |
| 11/06/1997 | Париж              | Франція        | 2 – 2                 | Італія            | товариський турнір    | 1    |                |
| 11/10/1997 | Ланс               | Франція        | 2 – 1                 | ПАР               | товариський матч      | -    |                |
| 12/11/1997 | Сент-Етьєн         | Франція        | 2 – 1                 | Шотландія         | товариський матч      | -    |                |
| 28/01/1998 | Сен-Дені           | Франція        | 1 – 0                 | Іспанія           | товариський матч      | 1    |                |
| 25/02/1998 | Марсель            | Франція        | 3 – 3                 | Норвегія          | товариський матч      | 1    |                |
| 22/04/1998 | Стокгольм          | Швеція         | 0 – 0                 | Франція           | товариський матч      | -    |                |
| 27/05/1998 | Касабланка         | Бельгія        | 0 – 1                 | Франція           | товариський матч      | 1    |                |
| 29/05/1998 | Касабланка         | Марокко        | 2 – 2                 | Франція           | товариський матч      | -    |                |
| 05/06/1998 | Гельсінкі          | Фінляндія      | 0 – 1                 | Франція           | товариський матч      | -    |                |
| 12/06/1998 | Марсель            | Франція        | 3 – 0                 | ПАР               | ЧС 1998 - 1-й етап    | -    |                |
| 18/06/1998 | Марсель            | Франція        | 4 – 0                 | Саудівська Аравія | ЧС 1998 - 1-й етап    | -    | RK             |
| 03/07/1998 | Сен-Дені           | Італія         | 0 – 0 (3-4 п.п.)      | Франція           | ЧС 1998 - чвертьфінал | -    |                |
| 08/07/1998 | Сен-Дені           | Франція        | 2 – 1                 | Хорватія          | ЧС 1998 - півфінал    | -    |                |
| 12/07/1998 | Сен-Дені           | Бразилія       | 0 – 3                 | Франція           | ЧС 1998 - Фінал       | 2    | Чемпіони світу |
| 19/08/1998 | Відень             | Австрія        | 2 – 2                 | Франція           | товариський матч      | -    |                |
| 05/09/1998 | Рейк'явік          | Ісландія       | 1 – 1                 | Франція           | Відбір до ЧЄ 2000     | -    |                |
| 10/10/1998 | Москва             | Росія          | 2 – 3                 | Франція           | Відбір до ЧЄ 2000     | -    |                |
| 14/10/1998 | Сен-Дені           | Франція        | 2 – 0                 | Андорра           | Відбір до ЧЄ 2000     | -    |                |
| 20/01/1999 | Марсель            | Франція        | 1 – 0                 | Марокко           | товариський матч      | -    |                |
| 10/02/1999 | Лондон             | Англія         | 0 – 2                 | Франція           | товариський матч      | -    |                |
| 04/09/1999 | Київ               | Україна        | 0 – 0                 | Франція           | Відбір до ЧЄ 2000     | -    |                |
| 08/09/1999 | Єреван             | Вірменія       | 2 – 3                 | Франція           | Відбір до ЧЄ 2000     | 1    |                |
| 09/10/1999 | Сен-Дені           | Франція        | 3 – 2                 | Ісландія          | Відбір до ЧЄ 2000     | -    |                |
| 13/11/1999 | Сен-Дені           | Франція        | 3 – 0                 | Хорватія          | товариський матч      | -    |                |
| 23/02/2000 | Сен-Дені           | Франція        | 1 – 0                 | Польща            | товариський матч      | 1    |                |
| 26/04/2000 | Сен-Дені           | Франція        | 3 – 2                 | Словенія          | товариський матч      | -    |                |
| 28/05/2000 | Загреб             | Хорватія       | 0 – 2                 | Франція           | товариський матч      | -    |                |
| 04/06/2000 | Касабланка         | Японія         | 2 – 2                 | Франція           | товариський матч      | 1    |                |
| 06/06/2000 | Касабланка         | Марокко        | 1 – 5                 | Франція           | товариський матч      | -    |                |
| 11/06/2000 | Брюгге             | Франція        | 3 – 0                 | Данія             | ЧЄ 2000 - 1-й етап    | -    |                |
| 16/06/2000 | Брюгге             | Чехія          | 1 – 2                 | Франція           | ЧЄ 2000 - 1-й етап    | -    |                |
| 25/06/2000 | Брюгге             | Іспанія        | 1 – 2                 | Франція           | ЧЄ 2000 - чвертьфінал | 1    |                |
| 28/06/2000 | Брюссель           | Франція        | 2 – 1                 | Португалія        | ЧЄ 2000 - півфінал    | 1    |                |
| 02/07/2000 | Роттердам          | Франція        | 2 – 1                 | Італія            | ЧЄ 2000 - Фінал       | -    | 2-й титул      |
| 16/08/2000 | Марсель            | Франція        | 5 – 1                 | Зірки світу       | товариський матч      | -    |                |
| 02/09/2000 | Сен-Дені           | Франція        | 1 – 1                 | Англія            | товариський матч      | -    |                |
| 15/11/2000 | Стамбул            | Туреччина      | 0 – 4                 | Франція           | товариський матч      | -    |                |
| 27/02/2001 | Сен-Дені           | Франція        | 1 – 0                 | Німеччина         | товариський матч      | 1    |                |
| 24/03/2001 | Сен-Дені           | Франція        | 5 – 0                 | Японія            | товариський матч      | 1    |                |
| 28/03/2001 | Валенсія           | Іспанія        | 2 – 1                 | Франція           | товариський матч      | -    |                |
| 25/04/2001 | Сен-Дені           | Франція        | 4 – 0                 | Португалія        | товариський матч      | -    |                |
| 15/08/2001 | Нант               | Франція        | 1 – 0                 | Данія             | товариський матч      | -    |                |
| 01/09/2001 | Сантьяго           | Чилі           | 2 – 1                 | Франція           | товариський матч      | -    |                |
| 06/10/2001 | Сен-Дені           | Франція        | 4 – 1                 | Алжир             | товариський матч      | -    |                |
| 11/11/2001 | Мельбурн           | Австралія      | 1 – 1                 | Франція           | товариський матч      | -    |                |
| 13/02/2002 | Сен-Дені           | Франція        | 2 – 1                 | Румунія           | товариський матч      | -    |                |
| 27/03/2002 | Сен-Дені           | Франція        | 5 – 0                 | Шотландія         | товариський матч      | 1    |                |
| 17/04/2002 | Сен-Дені           | Франція        | 0 – 0                 | Росія             | товариський матч      | -    |                |
| 26/05/2002 | Сувон              | Південна Корея | 2 – 3                 | Франція           | товариський матч      | -    |                |
| 11/06/2002 | Інчхон             | Данія          | 2 – 0                 | Франція           | ЧС 2002 - 1-й етап    | -    |                |
| 21/08/2002 | Туніс              | Туніс          | 1 – 1                 | Франція           | товариський матч      | -    |                |
| 07/09/2002 | Нікосія            | Кіпр           | 1 – 2                 | Франція           | Відбір до ЧЄ 2004     | -    |                |
| 12/10/2002 | Сен-Дені           | Франція        | 5 – 0                 | Словенія          | Відбір до ЧЄ 2004     | -    |                |
| 16/10/2002 | Валлетта           | Мальта         | 0 – 4                 | Франція           | Відбір до ЧЄ 2004     | -    |                |
| 12/02/2003 | Сен-Дені           | Франція        | 0 – 2                 | Чехія             | товариський матч      | -    |                |
| 29/03/2003 | Ланс               | Франція        | 6 – 0                 | Мальта            | Відбір до ЧЄ 2004     | 2    |                |
| 02/04/2003 | Палермо            | Ізраїль        | 1 – 2                 | Франція           | Відбір до ЧЄ 2004     | 1    |                |
| 20/08/2003 | Женева             | Швейцарія      | 0 – 2                 | Франція           | товариський матч      | -    |                |
| 10/09/2003 | Любляна            | Словенія       | 0 – 2                 | Франція           | Відбір до ЧЄ 2004     | -    |                |
| 11/10/2003 | Сен-Дені           | Франція        | 3 – 0                 | Ізраїль           | Відбір до ЧЄ 2004     | -    |                |
| 15/11/2003 | Гельзенкірхен      | Німеччина      | 0 – 3                 | Франція           | товариський матч      | -    |                |
| 18/02/2004 | Брюссель           | Бельгія        | 0 – 2                 | Франція           | товариський матч      | -    |                |
| 20/05/2004 | Сен-Дені           | Франція        | 0 – 0                 | Бразилія          | товариський матч      | -    |                |
| 06/06/2004 | Сен-Дені           | Франція        | 1 – 0                 | Україна           | товариський матч      | 1    |                |
| 13/06/2004 | Лісабон            | Франція        | 2 – 1                 | Англія            | ЧЄ 2004 - 1-й етап    | 2    |                |
| 17/06/2004 | Лейрія             | Хорватія       | 2 – 2                 | Франція           | ЧЄ 2004 - 1-й етап    | -    |                |
| 21/06/2004 | Коїмбра            | Швейцарія      | 1 – 3                 | Франція           | ЧЄ 2004 - 1-й етап    | 1    |                |
| 25/06/2004 | Лісабон            | Франція        | 0 – 1                 | Греція            | ЧЄ 2004 - чвертьфінал | -    |                |
| 17/08/2005 | Монпельє           | Франція        | 3 – 0                 | Кот-д'Івуар       | товариський матч      | 1    |                |
| 03/09/2005 | Ланс               | Франція        | 3 – 0                 | Фарерські острови | Відбір до ЧС 2006     | -    |                |
| 07/09/2005 | Дублін             | Ірландія       | 0 – 1                 | Франція           | Відбір до ЧС 2006     | -    |                |
| 08/10/2005 | Берн               | Швейцарія      | 1 – 1                 | Франція           | Відбір до ЧС 2006     | -    |                |
| 12/10/2005 | Сен-Дені           | Франція        | 4 – 0                 | Кіпр              | Відбір до ЧС 2006     | 1    |                |
| 01/03/2006 | Сен-Дені           | Франція        | 1 – 2                 | Словаччина        | товариський матч      | -    |                |
| 27/05/2006 | Сен-Дені           | Франція        | 1 – 0                 | Мексика           | товариський матч      | -    |                |
| 31/05/2006 | Ланс               | Франція        | 2 – 0                 | Данія             | товариський матч      | -    |                |
| 07/06/2006 | Сент-Етьєн         | Франція        | 3 – 1                 | КНР               | товариський матч      | -    |                |
| 13/06/2006 | Штутгарт           | Франція        | 0 – 0                 | Швейцарія         | ЧС 2006 - 1-й етап    | -    |                |
| 18/06/2006 | Лейпциг            | Франція        | 1 – 1                 | Південна Корея    | ЧС 2006 - 1-й етап    | -    |                |
| 27/06/2006 | Ганновер           | Іспанія        | 1 – 3                 | Франція           | ЧС 2006 - 1/8 фіналу  | 1    |                |
| 01/07/2006 | Франкфурт-на-Майні | Бразилія       | 0 – 1                 | Франція           | ЧС 2006 - чвертьфінал | -    |                |
| 05/07/2006 | Мюнхен             | Португалія     | 0 – 1                 | Франція           | ЧС 2006 - півфінал    | 1    |                |
| 09/07/2006 | Берлін             | Італія         | 1 – 1 д.ч. (5-3 п.п.) | Франція           | ЧС 2006 - Фінал       | 1    | 109'           |
| Усього     |                    | Матчів         | 108                   |                   | Голів                 | 31   |                |